# Bill Doggett
Bill Doggett (Philadelphia, 1916. február 16. – New York, 1996. november 13.), amerikai dzsessz-, rhythm and blues zongorista, orgonista. Zenésztársa volt Ink Spotsnak, Johnny Otisnak, Wynonie Harrisnak, Ella Fitzgeraldnak, Louis Jordannek.

## Pályafutása
Az 1930-as, 1940-es években a Lucky Millinder, Frank Fairfax és Jimmy Mundy számára hangszerelt. 1942-ben az The Ink Spots énekegyüttes zongoristája és hangszerelője volt.
Számos más zenekarnak és előadónak hangszerelt, köztük Louis Armstrongnak, Count Basie-nek, Ella Fitzgeraldnak és Lionel Hamptonnak.
1951-ben Doggett létrehozta saját triót, és felvételeket készített a King Records lemezkiadó számára.
Legismertebb felvétele a „Honky Tonk” című 1956-os rhythm and blues sláger − amit Billy Butlerrel közösen írt − és négymillió példányban kelt el. A szám több mint két hónapig vezette a Billboard R&B toplistáját.
80 éves korában New Yorkban szívroham következtében hunyt el.

## Lemezeiből
- 1951: Big Dog
- 1952: Mistreater / Early Bird
- 1953: Real Gone Mambo / No More in Life
- 1953: There’s No You / Easy
- 1954: Winter Wonderland / Christmas Song
- 1955: Street Scene / Oof!
- 1956: Honky Tonk Pt. 1 / Honky Tonk Pt. 2
- 1956: Slow Walk / Hand In Hand
- 1956: Ram-Bunk-Shush / Blue Largo
- 1956: Leaps and Bounds Pt. 1 / Leaps And Bounds Pt. 2
- 1958: Hold It / Birdie
- 1958: Rainbow Riot Pt. 1 / Rainbow Riot Pt. 2

### Album
- 1978: Bill Doggett & Eddie Lockjaw Davis, Eddie Vinson, Milt Hinton, J. C. Heard